# 쿠웨이트
쿠웨이트(아랍어: الكويت)는 서아시아에 있는 입헌군주국이다. 정식 명칭은 쿠웨이트국(아랍어: دولة الكويت 다울라트 알쿠와잇[*], 영어: State of Kuwait)이며 수도는 쿠웨이트시티이다. 과거 영국령의 일부였다. 사우디아라비아, 이라크와 국경을 접한다. 공용어는 아랍어이며 면적은 레바논과 크기가 비슷하다. 해안선은 약 500 km로, 이란과바다를 통해 국경을 맞대고 있다. 인구의 대부분은 수도인 쿠웨이트시티 주변에 모여산다. 2023년 기준으로 쿠웨이트의 인구는 482만명인데, 153만명만 쿠웨이트 시민으로 나머지는 외국인이다.
현재 쿠웨이트의 영토는 과거 메소포타미아였다. 1938년 유전이 발견되기 전에는 지방의 무역항으로 있었으며, 유전의 개발로 인해 1946년부터 1982년까지 급속도로 근대화와 경제성장을 이루어냈다. 1980년대에는 쿠웨이트 증시의 대폭락으로 경제 위기를 겪었다. 1990년에는 사담 후세인의 지시를 받은 이라크 군대의 공격을 받아 괴뢰국인 쿠웨이트 공화국이 되었다. 이듬해인 1991년 2월 26일 걸프 전쟁의 다국적 연합군에 의해 해방되었다.
다른 주변국들처럼 쿠웨이트는 토후국이며, 아미르가 국가를 지배한다. 쿠웨이트의 국교는 이슬람교인데, 구체적으로는 수니파중 말리크파이다.

## 역사
1752년 쿠웨이트 셰흐국이 건국됐다. 1871년 오스만 제국 지배에 들어가 바스라 주의 일부가 됐다가 1899년 영국 보호령이 됐으며 헌법으로 민주주의가 채택되고 주권재민을 포함했으나 국가 원수는 사바가(家) 세습 군주였다.
1961년 영국으로부터 독립했다. 1990년에서 1991년 걸프 전쟁 때 이라크에 점령됐다. 1990년 이라크군이 쿠웨이트를 침공한 이후 이라크는 쿠웨이트를 자국의 19번째 주로 강제 편입했다. 알사바 국왕은 사우디아라비아로 도피하고 망명 정부를 세웠으며 1991년 1월 다국적군이 이라크를 축출하고 3월 국토를 되찾았다.

## 지리
쿠웨이트는 아라비아 반도의 동쪽에 위치하고 페르시아만 근처에 위치하고 있다. 알자라의 오아시스, 남동쪽과 해안부의 얼마 안되는 비옥한 땅 외에는 국토의 대부분이 평탄하고 황량한 사막이다. 연안에 암초와 얕은 여울이 많으며 앞바다에는 부비얀·파일라카섬 등 쿠웨이트가 영유하는 9개의 섬이 있다.

## 기후
쿠웨이트는 사막성 기후를 갖고 있다. 겨울에는 온도가 10°C로 내리고 여름에는 온도가 54°C까지 올라간다. 아열대성으로 연안부에 난류가 흐르므로 내륙부에 비해 지낼 만하다. 여름철(4월∼10월)에는 심한 더위와 건조로 기온이 40°C 이상 올라가는 일도 있다. 겨울철(11월∼3월)에는 타우즈라는 극렬한 모래폭풍이 가끔 불어 닥치지만, 이때를 제외하면 선선하고 쾌적하다. 비는 겨울철에 집중되고 연강수량 30∼200mm로 적지만, 종종 집중호우가 쏟아지기도 한다. 강이 없어 마실 물이 모자라 대부분 바닷물을 증류시켜 마시거나 이라크의 샤트알아랍강에서 끌어온 물로 보충한다.
| Kuwait의 기후                                       | Kuwait의 기후 | Kuwait의 기후 | Kuwait의 기후 | Kuwait의 기후 | Kuwait의 기후 | Kuwait의 기후 | Kuwait의 기후 | Kuwait의 기후 | Kuwait의 기후 | Kuwait의 기후 | Kuwait의 기후 | Kuwait의 기후 | Kuwait의 기후 |
| 월                                                  | 1월           | 2월           | 3월           | 4월           | 5월           | 6월           | 7월           | 8월           | 9월           | 10월          | 11월          | 12월          | 연간          |
| --------------------------------------------------- | ------------- | ------------- | ------------- | ------------- | ------------- | ------------- | ------------- | ------------- | ------------- | ------------- | ------------- | ------------- | ------------- |
| 일평균 최고 기온 °C (°F)                            | 18 (64)       | 20 (68)       | 26 (79)       | 31 (88)       | 38 (100)      | 43 (109)      | 45 (113)      | 44 (111)      | 42 (108)      | 35 (95)       | 27 (81)       | 20 (68)       | 32 (90)       |
| 일일 평균 기온 °C (°F)                              | 12.7 (54.9)   | 14.8 (58.6)   | 19.3 (66.7)   | 24.7 (76.5)   | 30.4 (86.7)   | 34.2 (93.6)   | 36 (97)       | 35.9 (96.6)   | 32.7 (90.9)   | 27.5 (81.5)   | 20.3 (68.5)   | 14.5 (58.1)   | 25.3 (77.5)   |
| 일평균 최저 기온 °C (°F)                            | 7 (45)        | 9 (48)        | 13 (55)       | 18 (64)       | 24 (75)       | 27 (81)       | 29 (84)       | 28 (82)       | 25 (77)       | 20 (68)       | 14 (57)       | 8 (46)        | 19 (65)       |
| 평균 강수량 mm (인치)                               | 26 (1.0)      | 16 (0.6)      | 14 (0.6)      | 15 (0.6)      | 4 (0.2)       | 0 (0)         | 0 (0)         | 0 (0)         | 0 (0)         | 2 (0.1)       | 16 (0.6)      | 20 (0.8)      | 113 (4.5)     |
| 평균 강우일수                                       | 5             | 4             | 5             | 3             | 1             | 0             | 0             | 0             | 0             | 1             | 3             | 5             | 27            |
| 평균 일일 일조시간                                  | 7             | 8             | 8             | 8             | 9             | 11            | 11            | 11            | 10            | 9             | 8             | 7             | 9             |
| 출처 1: Weather2Travel                              |               |               |               |               |               |               |               |               |               |               |               |               |               |
| 출처 2: Climate-Data.org (altitude: 13m, mean temp) |               |               |               |               |               |               |               |               |               |               |               |               |               |

## 정치
쿠웨이트는 명목상 입헌군주제 국가이며, 군주의 칭호는 "아미르"(토후(土侯)라는 뜻)으로 유럽의 "공"(公) 또는 "대공"(大公)에 해당한다.
쿠웨이트는 걸프 아랍국에서는 유일하게 명실상부한 의회를 보유하고 있다. 군인과 공무원의 참정권은 허용되지 않고 있다. 쿠웨이트에서는 정당 결성이 금지되고 있으나 각각의 계층을 대변하는 정치단체가 6개 이상 존재하고 있으며 1997년부터 온건파 자유주의자들이 새로운 정치 운동 단체결성을 시도하였다. 1999년 자베르 국왕이 총선에서 대승했고 야당의 개혁파가 의회를 장악한다. 쿠웨이트는 당초 2003년부터 여성에게 투표권 및 피선거권을 부여할 계획이었으나 1999년 11월 의회에서 부결되었고 2005년 여성에게도 투표권이 부여되었다.

## 행정 구역
쿠웨이트는 6개 주로 구성되어 있다.
- 알아마디주(Al Ahmadi)

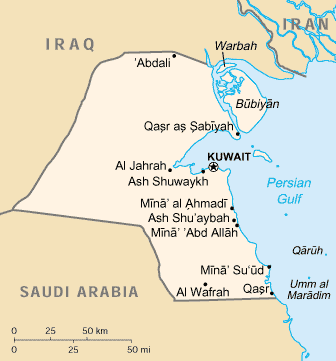
쿠웨이트의 지도

- 알파르와니야주(Al Farwaniyah)
- 수도주(Al Asimah)
- 알자라주(Al Jahra)
- 하왈리주(Hawalli)
- 무바라크알카비르주(Mubarak Al-Kabeer)

쿠웨이트의 주요 도시로는 쿠웨이트시티와 알자라가 있다. 살미야와 하왈리는 많은 사람들이 주거하는 도시이고 상업적인 도시이다. 알아시마의 슈와이크는 공업이 발달한 도시이다. 쿠웨이트의 궁전인 아스-시프 궁전(As-Seef Palace)는 쿠웨이트 수도의 살로와라는 도시에 있다. 쿠웨이트의 에미르가 주거하는 곳이며, 정치적인 일이 해결되는 도시이다.

## 민족 구성
인구 구성은 쿠웨이트계 아랍인이 45%, 기타 아랍인 35%, 남아시아인 9%, 이란인이 4%, 그 외 민족이 7%로 조사된다.

## 언어
공용어는 아랍어이다. 외국인 간에 페르시아어, 우르두어, 영어가 사용되기도 한다. 영어는 쿠웨이트 인구의 30% 가까이 쓰이고 있다.

## 종교
이슬람교가 국교이며 쿠웨이트 인구의 69.9%가 이슬람교를 믿고 있다.
16.7%는 기독교, 1%는 성공회, 13.4%는 기타, 힌두교, 불교 등이 차지한다. 이의 경우는 외국인들이 차지하고 있는 비율이다.
그러나 이슬람교도들은 돼지고기와 술을 먹지 않지만 라마단 기간에는 아무것도 먹지 않는다.

## 군대
쿠웨이트 북쪽에 이라크가 있기 때문에 미국 군대가 주둔하고 있다. 대한민국의 자이툰 부대도 쿠웨이트 최북단에 주둔했었다.

## 경제
좁은 땅에도 불구하고 쿠웨이트 유전에서 세계 석유의 10%가 매장되어 있다. 석유로 경제가 한때는 세계 제일의 1인당 GDP 기록으로 발전하기도 했다. 현재는 세계에서 4번째로 부자인 나라로서의 지위를 갖고 있다.
산업의 기간은 석유로서 전 세계 석유자원의 7분의 1을 소유하고 있다. 석유산업 국유화를 강력 추진하여 1975년 쿠웨이트 석유회사를 설립하는 등 쿠웨이트 자본이 대부분이다. 국가수입의 90%를 석유수출로 충당하며, 석유 한 가지만으로 국민소득을 올리고 있는 나라이다.

## 문화
주요 문화는 이슬람교 문화이다. 쿠웨이트의 문화는 인사를 중요시한다. 또한 술과 돼지고기를 먹으면 안 되고, 주위에서 그걸 먹은 사람을 보면 불쾌감을 나타낸다. 남녀 성비는 1.52 정도이며 이는 통일 후 경흥군의 남녀 성비 (예상치)와 맞먹는 수치이다. 쿠웨이트는 사우디아라비아, 이라크, 이란 등 페르시아만 해역의 여러 국가들에 의하여 둘러싸여 있어 항상 이들 국가로부터 다양한 문화적 영향을 받아왔다. 인도와 동아시아와의 전통적 교역도 쿠웨이트 사회에 상당한 영향을 주었다. 그 결과 쿠웨이트는 문화, 관습, 가능성의 혼합물이다.
쿠웨이트의 문화는 호의, 관대함, 개인과 가족의 명예, 중동 문화에서 보편적 전형인 남성 지배적 사회운영 등의 전통을 공유하고 있다. 쿠웨이트는 오랜 해외 교역의 경험에 의해 다른 문화와 접촉하고 여러 민족, 종교와 융화하면서 오랫 동안 자연스럽게 배양된 '인내'가 그들 문화의 일부가 되었다. 그러나 이러한 인내는 이슬람의 이상과 공공의 명예를 수호하는 범위 안에서만 행하여진다. 최근 쿠웨이트에서 자신의 문화 유산에 별 관심을 보이지 않는 풍토가 널리 퍼지고 있어 이에 대비한 몇 가지 정책을 정부가 계획하고 있다.

### 인사
쿠웨이트의 문화는 다른 베두인 문화처럼 사람 대접 하는 일을 중요시한다. 그리하여 사람 대접의 일부인 인사도 중요시한다. 쿠웨이트인의 전통적인 인사는 악수와 양볼을 입맞추는 것이다. 남녀 사이는 몇 마디의 인사와 간단한 악수만 하는 것이 예의이다. 그러나 만약에 그들이 친척이라면 양볼에 입맞추는 것이 일반적이다. 그런 다음에는 친밀감을 주기 위해 사적인 이야기를 나눈다.

### 차
차는 쿠웨이트의 인사문화에 아주 큰 역할을 한다. 쿠웨이트인들은 자기 집으로 초대한 손님에게 차를 대접하는 것이 일반적이다. 만약에 손님이 차 대접을 거절하면 쿠웨이트인들은 모욕으로 받아들인다. 왜냐하면 차 대접은 친절함을 전달하기 위한 수단이기 때문이다.

## 외교
대한관계
쿠웨이트는 대한민국과 1979년에 외교 관계를 수립했으며, 1988년 서울올림픽에는 선수 및 임원진을 서울 현지에 파견하여 참가하였고 1991년 걸프 전쟁에서는 대한민국군이 다국적군 자격으로 쿠웨이트 현지에 참전하였다. 한때 대한항공이 쿠웨이트시티에 직항 노선을 운항하였으나, 폐지하였다.
쿠웨이트-이라크 관계
걸프 전쟁을 일으킨 이라크는 쿠웨이트 전역을 공포에 떨게 만들었다. 이로 인하여, 미국과 그 밖의 나라들이 다국적군을 형성하여, 이라크를 잿더미로 만들었다. 현재에도 이라크와의 관계는 좋지 못한 상태다.
그 밖의 나라와의 관계
쿠웨이트는 비교적 아랍 연맹 국가들과도 이라크를 제외하면 비교적 양호한 상태이다. 경제적인 협력을 위해서는 미국 및 러시아, 유럽 연합과도 긴밀한 관계를 맺고 있다.

## 참조 문헌
- 문준조, 〈중동 주요 국가의 외국인 투자관련법〉, 부산외국어대학교 비교법연구소, 《비교법학》 (2007년 제18호) 66~67쪽. : 쿠웨이트의 외국인 투자 관련 법제 소개.